# Cornișești, Bihor
Cornișești este un sat în comuna Dobrești din județul Bihor, Crișana, România. În trecut avea denumirea de Cârpeștii Mari.

 Acest articol despre o localitate din județul Bihor este deocamdată un ciot. Puteți ajuta Wikipedia prin completarea lui.